# 撃論
『撃論』（げきろん）は、オークラ出版が発行していた時事問題評論・論争ムック本。

## 概要
編集方針は保守主義に徹し、右翼民族派（「保守」には必ずしも分類できない）とは一線を画していた。発行はオークラ出版だが、編集の一部は編集プロダクション「清談社」に委託。『撃論ムック』名で2006年12月の創刊当初は不定期で発行。2011年1月に西村幸祐編集長が辞任後は、新たに『撃論』と誌名を改め、隔月刊となる。
2014年7月号で廃刊。理由は西尾幹二を口汚く誹謗中傷する中川八洋の一文を第3号（2011年10月号）に掲載し西尾から名誉毀損で提訴されたため。オークラ出版側が謝罪文を90日間公示し廃刊する条件で和解した。
2021年5月、「文化人放送局」にて「復刊！撃論ムック」の名でインターネット番組として復活した。

## 書誌情報
1. 『撃論　「いまだ放射能で滅んだ国は無し、原発よりも危険な中国に備えよ！」』 01巻、2011年4月28日。ISBN 978-4775516850。
2. 『撃論　原発安国号』 02巻、2011年7月4日。ISBN 978-4775517192。
3. 『撃論』 03巻、2011年10月18日。ISBN 978-4775517512。
4. 『撃論』 04巻、2012年3月9日。ISBN 978-4775518359。
5. 『撃論』 05巻、2012年5月25日。ISBN 978-4775518601。
6. 『撃論』 06巻、2012年7月25日。ISBN 978-4775518939。